# Полет 213 на „Бходжа Еър“
Полет 213 на „Бходжа Еър“ е вътрешен редовен пътнически полет от международното летище Джина, Карачи, до международното летище „Беназир Бхуто“, Исламабад, Пакистан, изпълняван от частната авиокомпания „Бходжа Еър“. На 20 април 2012 г. самолетът „Боинг 737-236A“, който изпълнява полета, се разбива при лоши метеорологични условия и проливен дъжд по време на последния заход към летището в Исламабад, на 7,85 км от пистата, в селце в Равалпинди. Това убива всички 121 пътници и 6 души екипаж на борда. Инцидентът остава второто най-смъртоносно въздушно бедствие в Пакистан, след катастрофата на самолета при полет 202 на „Еърблу“ през 2010 г.
Катастрофата е причинена от неадекватното управление на полета от екипажа при неблагоприятни метеорологични условия. Полетният екипаж не е обучен адекватно и правилно за автоматизираната система на „Боинг 737-236A“, по-усъвършенствана версия на серията „Боинг 737-200“, и не пази достатъчно познания за правилните процедури за управление на самолет при лоши метеорологични условия. Освен това липсата на надзор от страна на „Бходжа Еър“ и многобройните грешки в системата за мониторинг на Службата за гражданска авиация на Пакистан допълнително допринасят за инцидента.
Няколко дни след катастрофата, други два авиационни инцидента в Пакистан карат властите да проведат специална проверка на всеки частен самолет в страната. На 30 април „Бходжа Еър“ обявява компенсация на наследниците на жертвите на полет 213, но изплащането закъснява. На 28 май 2012 г. лицензът на авиокомпанията е отнет поради неспазване на изискването на пакистанските закони за гражданската авиация, защото превозвачът не може да поддържа минимален флот от три самолета.